# Bürgermeisterei Daun
Die Bürgermeisterei Daun war eine von ursprünglich zwölf preußischen Bürgermeistereien, in die sich der 1816 neu gebildete Kreis Daun im Regierungsbezirk Trier verwaltungsmäßig gliederte. Von 1822 an gehörte sie zur Rheinprovinz. Der Verwaltung der Bürgermeisterei unterstanden elf Gemeinden. Der Verwaltungssitz war im namensgebenden Flecken Daun. Heute liegt das Verwaltungsgebiet im Landkreis Vulkaneifel in Rheinland-Pfalz.
Ende 1927 wurde die Bürgermeisterei Daun in Amt Daun umbenannt, es bestand bis 1968.

## Gemeinden und zugehörende Ortschaften
Zur Bürgermeisterei Daun gehörten elf Gemeinden (Einwohnerzahlen und Anzahl der Haushalte (Feuerstellen) Stand 1818):
- Boverath (83 Einwohner, 20 Haushalte; seit 1969 Stadtteil von Daun)
- Darscheid mit der Darscheider Mühle (492 Einwohner, 80 Haushalte)
- Daun mit der Bauernmühle und dem Hof Eischeid (200 Einwohner, 43 Haushalte)
- Gemünden mit der Gemündener Mühle (70 Einwohner, 14 Haushalte; seit 1938 Stadtteil von Daun)
- Hörscheid (92 Einwohner, 16 Haushalte)
- Mehren mit der Heupenmühle und der Neumühle (510 Einwohner, 105 Haushalte)
- Neunkirchen mit der Neunkirchener Mühle (210 Einwohner, 46 Haushalte; seit 1969 Stadtteil von Daun)
- Pützborn (143 Einwohner, 24 Haushalte; seit 1969 Stadtteil von Daun)
- Rengen mit der Rengener Mühle (129 Einwohner, 26 Haushalte; seit 1970 Stadtteil von Daun)
- Schalkenmehren mit der Schalkenmehrener Mühle (269 Einwohner, 53 Haushalte)
- Steinborn mit zwei Mühlen (180 Einwohner, 28 Haushalte; seit 1980 Stadtteil von Daun)

## Geschichte
Bis zum Ende des 18. Jahrhunderts standen Neunkirchen, Pützborn und das halbe Dorf Gemünden unter der gemeinschaftlichen Herrschaft von Kurtrier (Amt Manderscheid) und dem Herzog vom Arenberg (Herrschaft Kasselburg), alle übrigen Orte und die andere Hälfte von Gemünden gehörten zum kurtrierischen Amt Daun.
Im Jahr 1794 hatten französische Revolutionstruppen das Linke Rheinufer besetzt. Nach dem Frieden von Campo Formio (1797) wurde von der französischen Direktorialregierung die damals neue französische Verwaltungsstruktur eingeführt (1798). Alle Ortschaften der späteren Bürgermeisterei Daun gehörten zum Kanton Daun im Departments der Saar, Daun wurde im Jahr 1800 Hauptort (chef-lieu) einer Mairie. Infolge der sogenannten Befreiungskriege wurde die Region 1814 vorläufig dem Generalgouvernement Mittelrhein, dann dem Generalgouvernement Nieder- und Mittelrhein unterstellt.
Auf dem Wiener Kongress (1815) wurde die gesamte Eifel dem Königreich Preußen zugeteilt. Unter der preußischen Verwaltung wurden im Jahr 1816 Regierungsbezirke und Kreise neu gebildet, linksrheinisch behielt Preußen in der Regel die Verwaltungsbezirke der französischen Mairies vorerst bei. Die Bürgermeisterei Daun entsprach insoweit der vorherigen Mairie Daun. Die Bürgermeisterei Daun gehörte zum Kreis Daun im Regierungsbezirk Trier und ab 1822 zur Rheinprovinz.
Die Bürgermeisterei Daun wurde Ende 1927, so wie alle Landbürgermeistereien in der Rheinprovinz, aufgrund des preußischen Gesetzes über die Regelung verschiedener Punkte des Gemeindeverfassungsrechts vom 27. Dezember 1927 in „Amt Daun“ umbenannt. Das Amt bestand bis zum 1. Oktober 1968, Rechtsnachfolger wurde die Verbandsgemeinde Daun.

## Statistiken
Nach einer „Topographisch-Statistischen Beschreibung der Königlich Preußischen Rheinprovinzen“ aus dem Jahr 1830 gehörten zur Bürgermeisterei Daun ein Flecken, zehn Dörfer, ein Hof und drei Mühlen. Im Jahr 1818 wurden insgesamt 2.378 Einwohner in 456 Haushalten gezählt, 1828 waren es 2.713 Einwohner, bis auf acht Evangelische gehörten alle dem katholischen Glauben an.
Weitere Details entstammen dem „Gemeindelexikon für das Königreich Preußen“ aus dem Jahr 1888, das auf den Ergebnissen der Volkszählung vom 1. Dezember 1885 basiert. Im Verwaltungsgebiet der Bürgermeisterei Daun lebten insgesamt 3.580 Einwohner in 701 Häusern und 736 Haushalten; 3.550 der Einwohner waren katholisch und 29 evangelisch. Katholische Pfarreien bestanden in Daun, Darscheid, Mehren, Neunkirchen und Schalkenmehren, die evangelischen Gläubigen waren der außerhalb liegenden Kirche in Wittlich zugeordnet.
Die Gesamtfläche der zur Bürgermeisterei gehörigen Gemeinden betrug 7.501 Hektar, davon waren 2.799 Hektar Ackerland, 852 Hektar Wiesen und 2.478 Hektar Wald (Stand 1885).